# エンケンバッハ＝アルゼンボルン
エンケンバッハ＝アルゼンボルン (独: Enkenbach-Alsenborn)はドイツ連邦共和国 ラインラント＝プファルツ州カイザースラウテルン郡にある町村。エンケンバッハ＝アルゼンボルン連合自治体 (独: Verbandsgemeinde Enkenbach-Alsenborn) の行政庁所在地である。
プファルツの森の北端、カイザースラウテルンの北東約10kmに位置する。